# 7173 Сепкоскі
7173 Сепкоскі (7173 Sepkoski) — астероїд головного поясу, відкритий 15 серпня 1988 року.
Тіссеранів параметр щодо Юпітера — 3,815.
Названо на честь американського палеонтолога Джека Сепкоскі (англ. Jack Sepkoski, 1948–1999).